# Wilhelm Müller (Mediziner, 1832)

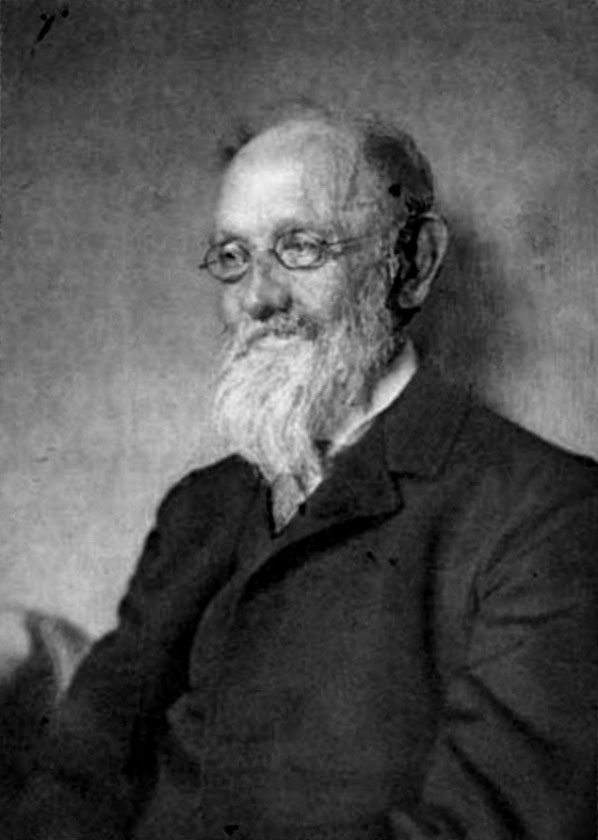
Wilhelm Müller

Wilhelm Müller (* 13. Februar 1832 in Nürnberg; † 2. November 1909 in Jena) war ein deutscher Pathologe.

## Leben
Als Sohn eines Landrichters studierte Müller an der Ludwig-Maximilians-Universität. 1852 wurde er mit Karl von Lotzbeck im Corps Franconia München aktiv. Als Inaktiver wechselte er an die Friedrich-Alexander-Universität Erlangen. Hier waren unter anderem Carl Thiersch, Johann Michael Leupoldt und Jakob Henle seine Lehrer. 1855 wurde er in Erlangen zum Dr. med. promoviert. Er habilitierte sich 1857 und wurde Privatdozent. 1863 wurde er a.o. Professor für allgemeine Pathologie und pathologische Anatomie an der Christian-Albrechts-Universität zu Kiel. Am 21. Mai 1864 erhielt er den Lehrstuhl für Pathologie. Am 1. Oktober 1864 folgte er dem Ruf der Universität Jena; 1865 wurde er Direktor des pathologisch-anatomischen Instituts. Durch zahlreiche Obduktionen gewann er neue Erkenntnisse von Krankheitsverläufen. Er wurde daher auch Leichenmüller genannt. Müller befasste sich mit dem Bau von Lymphknoten und der Ausbreitung von Tumoren. In diesem Zusammenhang steht auch sein Hauptwerk Massenverhältnisse des menschlichen Herzens. Zudem beteiligte sich Müller an den organisatorischen Aufgaben der Hochschule. So war er einige Male Dekan der medizinischen Fakultät und in den Sommersemestern 1870, 1885, 1890, 1898, sowie im Wintersemester 1875 Rektor.
Müller war mit Marianne geb. Fürbringer verheiratet. Die Tochter Marie Müller heiratete den Musikforscher Alfred Lorenz. Die Tochter Laura Louise Müller († 1. Mai 1959) heiratete am 29. Juni 1903 Richard Zsigmondy.

## Ehrungen
- Hofrat von Sachsen-Weimar-Eisenach (11. Januar 1871)
- Wahl in die Deutsche Akademie der Naturforscher Leopoldina (31. März 1874)[3]
- Geheimer Hofrat (13. August 1887)
- Mitglied der Sächsischen Akademie der Wissenschaften (21. Dezember 1892)
- Ehrenmitglied des Royal College of Surgeons of Edinburgh
- Ehrenmitglied der Gesellschaft der Ärzte von Finnland in Helsinki

## Schriften (Auswahl)
- Über den feineren Bau der Milz. Leipzig 1865 (Online)
- Beobachtungen des pathologischen Instituts zu Jena. Jena 1870
- Ueber die Stammesentwicklung des Sehorgans der Wirbelthiere : als Festgabe Carl Ludwig zum 15. October 1874. Leipzig 1874 (Online)
- Beiträge zur pathol. Anatomie und Physiologie des Hofr. Prof. Ried. Leipzig 1871 (Online)
- Die Massenverhältnisse des menschlichen Herzens. Hamburg 1883
- Ueber das Urogenitalsystem des Amphioxus und der Cyclostonen. Jena 1875
- Jena in den letzten hundert Jahren. Rede gehalten zur Feier der akademischen Preisverteilung am 20. Juni 1896. Jena 1896
- Männergehirn und Frauengehirn in Thüringen. Rede gehalten zur Feier der akademischen Preisverteilung am 23. Juni 1898. Jena 1898